# Deo gratias
|  | No s'ha de confondre amb Dei gratia. |

Deo gratias és una locució llatina que significa «gràcies a déu». És a una antiga fórmula litúrgica dels rituals del catolicisme, amb la qual l'assemblea o el cor respon a la fi d'una preguera o d'una lectura. Té el seu origen a les epístoles de Pau de Tars als corintis. N'existeixen versions cantades gregorianes o polifòniques.
L'expressió es fa servir també en certs monestirs benedictins per a donar l'entrada al visitant o mendicant que truca a la porta. A l'església catòlica dels primers segles a Africa era la salutació que servia per a distingir-se dels donatistes, que se saludaven amb Deo laudes. Hi era un nom comú, com per Sant Deogratias que fou bisbe de Cartago de 453 a 456. Als Països catalans el nom Deogràcies és més rar.
En les llengües germàniques la fórmula traduïda va entrar al llenguatge quotidíà (en anglès: Thank God; en neerlandès: goddank o en allemany: Gott sei Dank). Progressivament va esdevenir una expressió d'alleujament sense gaire connotació religiosa. Significa per sort, feliçment, finalment. Uns exemples són la pel·lícula disco Thank God it's Friday (1978) de Robert Klane o el títol del poemari de Gerrit Komrij en neerlandès Ik heb goddank twee goede longen que s'ha de traduir amb «Per sort, tinc dos bons pulmons» i no per «Gràcies a déu…».